# Семёнов, Алексей Андреевич
Алексей Андреевич Семёнов (бел. Аляксей Андрэевіч Сямёнаў; род. 17 декабря 2002, Брест) — белорусский футболист, полузащитник клуба «Слуцк».

## Карьера

### «Центр футбола»

#### Начало карьеры
Начинал заниматься футболом в гродненской СДЮШОР «Белкард». Позже футболист перешёл в брестское «Динамо», где продолжил заниматься футболом на юношеском уровне. В сезоне 2019 года футболист стал выступать за дублирующий состав брестского клуба. В январе 2021 года в составе футбольной академии «Динамо» перебрался в брестский «Рух», в составе которого футболист продолжил выступать за дублирующий состав. В начале 2022 года брестский клуб прекратил своё существование, а футболист стал игроком юношеского отделения, которое стало называться «Центр футбола».

#### Аренда в «Энергетик-БГУ»
В июле 2022 года футболист на правах арендного соглашения присоединился к столичному клубу «Энергетик-БГУ» до конца сезона. Дебютировал за клуб футболист 3 июля 2022 года в матче против борисовского БАТЭ, выйдя на замену на 57 минуте матча. Однако футболист так и не смог закрепиться в основной команде клуба, отправившись выступать за дублирующий состав. За сезон футболист сыграл за клуб всего лишь 4 матча, в которых результативными действиями не отличился. По итогу сезона футболист вместе с клубом стал серебряным призёром чемпионата. По окончании срока арендного соглашения футболист покинул клуб.

#### Возвращение в «Центр футбола»
В марте 2023 года футболист присоединился к команде брестского клуба «Центр футбола». Дебютировал за клуб 15 апреля 2023 года в матче против кобринского «Атланта». Дебютный гол за клуб забил 4 июня 2023 года в матче против клуба «Порт СК-Жабинка». По итогу дебютного сезона футболист вместе с клубом сначала занял первое место в западном дивизионе брестской области, а затем занял первое место в финальном этапе области, выйдя в основной этап чемпионата. По итогу сезона футболист вместе с клубом стал бронзовым призёром Второй лиги. В начале 2024 года стало известно, что клуб снимается с участия в Первой лиге и прекращает существование.

### «Слуцк»
В феврале 2024 года футболист проходил просмотр в «Слуцке». В конце февраля 2024 года футболист официально присоединился к слуцкому клубу. Дебютировал за клуб футболист 17 марта 2024 года в матче против «Гомеля», выйдя на поле в стартовом составе.

## Международная карьера
В мае 2023 года футболист попал в расширенный состав молодёжной сборной Беларуси.